# Лиатрис
Лиатрис (лат. Liatris) — род красивоцветущих многолетних травянистых растений семейства Астровые, или Сложноцветные (Asteraceae), естественный ареал которых находится в Северной Америке, Мексике и на Багамских островах.

## Название
Латинское название рода образовано от греческих слов, означающих «гладкий» и «врач».
Известны народные русские названия этого оригинального цветка: «весёлые пёрышки» или «олений язык».

## Ботаническое описание
Клубнелуковичные растения, корни тонкие, поверхностные.

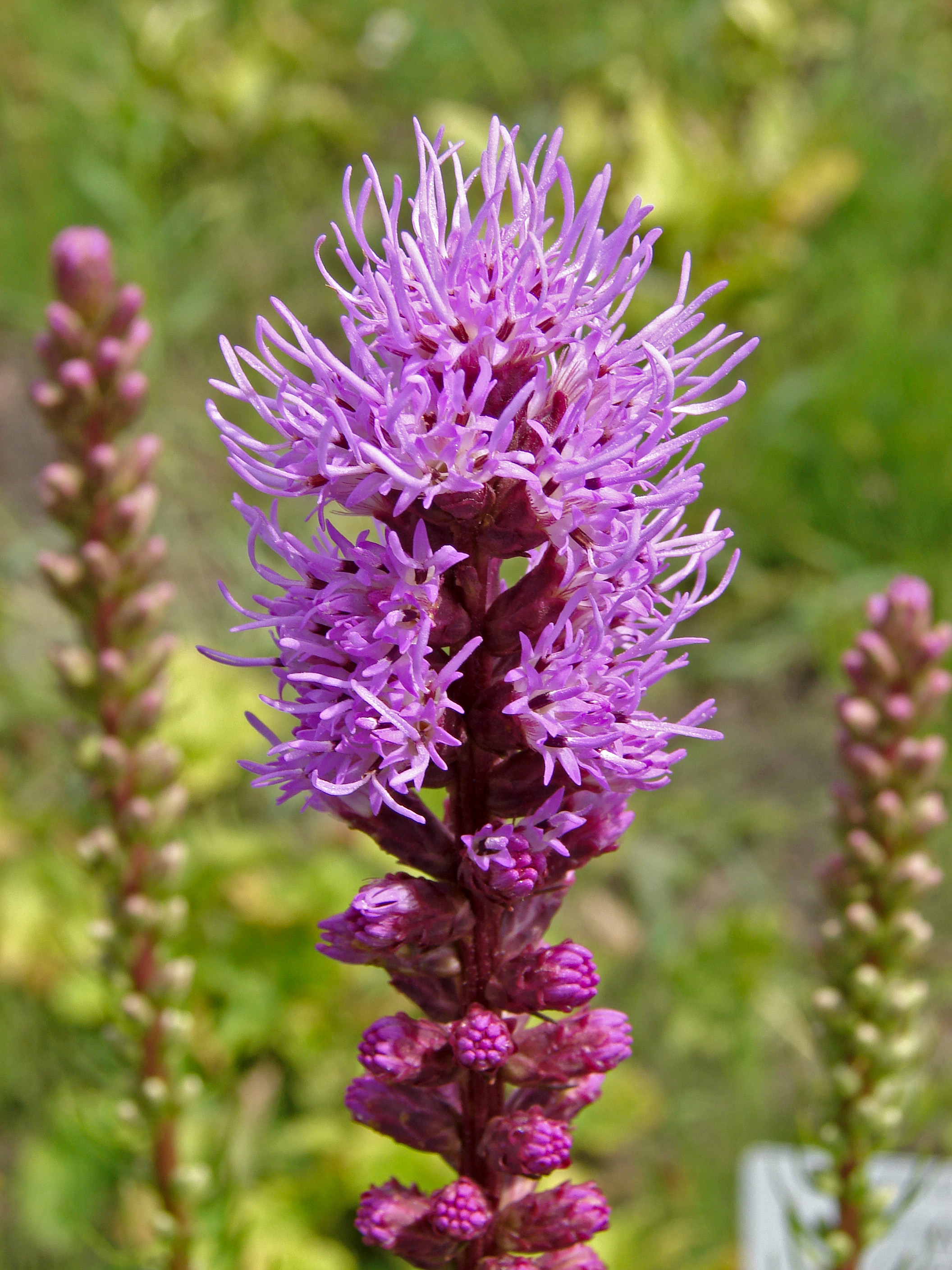
Лиатрис колосистая, верхняя часть общего соцветия

Стебель обычно прямой, густо облиственённый, часто ветвистый. Листья очередные, изредка мутовчатые, линейной формы с заострёнными концами.
Цветки трубчатые, образуют миниатюрные соцветия-корзинки. Собраны в колосовидные, реже кистевидные общие соцветия длиной до полуметра, которые обычно распускаются с верхушки. Оттенки цветков меняются от насыщенных фиолетовых и пурпурных до бледных светлых тонов и даже белого цвета. Цветение начинается в июне, июле или августе.
Плод — продолговатая семянка, покрытая волосками.

## Значение и применение
Коренное население Америки использовало корневища, листья и цветки растения для лекарственных целей.
Биологически активные вещества растения находят применение в парфюмерии.
Растение более всего известно как декоративное, пригодное для срезки. В культуре с XVIII века. Существуют декоративные сорта.

## Систематика
Род Лиатрис относят к трибе Eupatorieae, близкородственный род Garberia, распространённый во Флориде, является кустарником.

## Виды
По информации базы данных The Plant List (2013), род включает 50 видов:
- Liatris acidota Engelm. & A.Gray
- Liatris aestivalis G.L.Nesom & O'Kennon
- Liatris angustifolia (Bush) Gaiser
- Liatris aspera Michx. — Лиатрис шероховатая, или Лиатрис шероховатый
- Liatris borealis Nutt. ex J.McNab
- Liatris ×boykinii Torr. & A.Gray
- Liatris bracteata Gaiser
- Liatris chapmanii Torr. & A.Gray
- Liatris cokeri Pyne & Stucky
- Liatris ×creditonensis Gaiser
- Liatris cylindracea Michx.
- Liatris cymosa K.Schum.
- Liatris densispicata (Bush) Gaiser
- Liatris elegans (Walter) Michx.
- Liatris elegantula (Greene) K.Schum.
- Liatris fallacior (Lunell) Rydb.
- Liatris ×freemaniana J.R.Allison
- Liatris garberi A.Gray
- Liatris gholsonii L.C.Anderson
- Liatris glandulosa G.L.Nesom & O'Kennon
- Liatris gracilis Pursh
- Liatris helleri (Porter) Porter
- Liatris laevigata (Nutt.) Nutt.
- Liatris lancifolia (Greene) Kittell
- Liatris ligulistylis (A.Nelson) K.Schum.
- Liatris ×macdanieliana J.R.Allison
- Liatris microcephala (Small) K.Schum.
- Liatris mucronata DC.
- Liatris ohlingerae (S.F.Blake) B.L.Rob.
- Liatris oligocephala J.R.Allison
- Liatris patens G.L.Nesom & Kral
- Liatris pauciflora Pursh
- Liatris pilosa (Aiton) Willd. — Лиатрис волосистая, или Лиатрис волосистый
- Liatris ×platylepis (Schumann) Small
- Liatris provincialis R.K.Godfrey
- Liatris punctata Hook.
- Liatris pycnostachya Michx.
- Liatris regimontis (Small) Schumann
- Liatris ×ridgwayi Standl.
- Liatris savannensis Kral & G.L.Nesom
- Liatris scariosa (L.) Willd. — Лиатрис плёнчатая, или Лиатрис плёнчатый
- Liatris ×serotina (Greene) Schumann
- Liatris spheroidea Michx.
- Liatris spicata (L.) Willd. — Лиатрис колосистая, или Лиатрис колосистый, или Лиатрис колосковая
- Liatris squarrosa (L.) Michx. typus[1]
- Liatris squarrulosa Michx.
- Liatris ×stellei Gaiser
- Liatris tenuifolia Nutt.
- Liatris tenuis Shinners
- Liatris ×weaveri Shinners

Довольно большое число видовых названий этого рода (более сорока) в The Plant List (2013) имеют статус unresolved name, то есть относительно них нельзя однозначно сказать, следует ли их использовать либо свести в синонимику других видов.